# Дрегеняса
Дрегеняса (рум. Drăgăneasa) — село у повіті Прахова в Румунії. Входить до складу комуни Провіца-де-Жос.
Село розташоване на відстані 81 км на північний захід від Бухареста, 32 км на північний захід від Плоєшті, 61 км на південь від Брашова.

## Населення
За даними перепису населення 2002 року у селі проживали 1124 особи. Рідною мовою 1123 особи (99,9%) назвали румунську.
Національний склад населення села:
| Національність | Кількість осіб | Відсоток |
| -------------- | -------------- | -------- |
| румуни         | 926            | 82,4%    |
| цигани         | 195            | 17,3%    |